# Ichneumon hummeli
Ichneumon hummeli là một loài tò vò trong họ Ichneumonidae.